# Enceinte à fossés interrompus

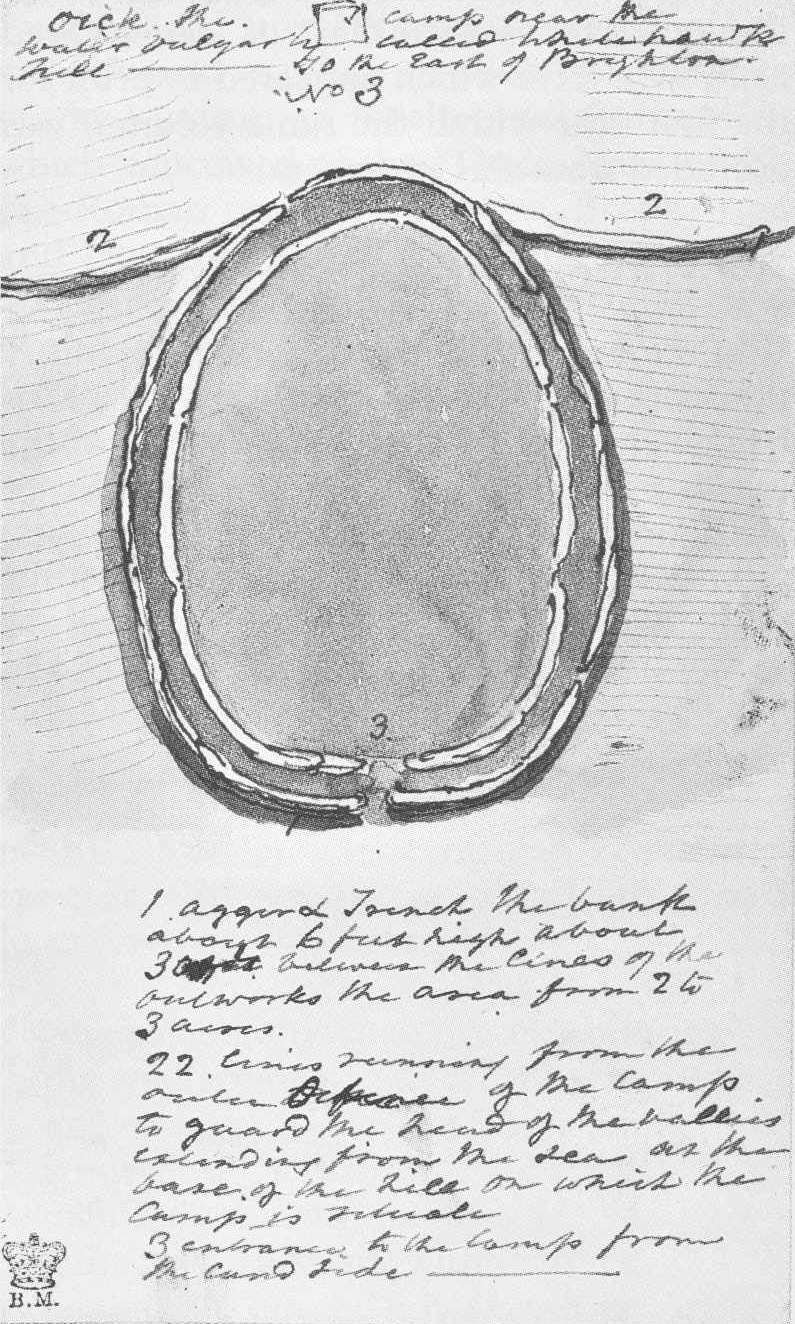
Croquis du camp de Whitehawk, une enceinte à fossés interrompus

Une enceinte à fossés interrompus (ou « enceinte à pseudo-fossé », ou encore « enceinte fossoyée ») est un type de grand terrassement préhistorique commun au début du Néolithique en Europe. Il s'agit d'enceintes délimitées par des fossés et des remblais, avec un certain nombre de chaussées traversant les fossés. Plus d'une centaine de sites de ce type sont répertoriés en France, 70 en Angleterre, tandis que d'autres sites sont connus en Scandinavie, en Belgique, en Allemagne, en Italie, en Irlande et en Slovaquie.

## Description
Les enceintes à fossés interrompus sont souvent situées au sommet de collines, mais des enceintes (généralement plus grandes) ont aussi été trouvées en plaine. Elles sont entourées par un à quatre fossés concentriques et dotées d'une plateforme surélevée à l'intérieur de l'enclos. Des chaussées traversent les fossés pour accéder à la partie intérieure de l'édifice. Il semble que les fossés aient typiquement été creusés par sections, laissant de larges chaussées intactes entre chaque segment.
Des variations régionales notables sont observables. Les sites français comportent par exemple pour certains des entrées en forme de corne, qui sont interprétées comme ayant été conçues pour impressionner de loin plutôt qu'à des fins pratiques[réf. nécessaire].
Ces structures se distinguent des collines fortifiées, apparues plus tard et ayant une fonction défensive certaine. Des traces de palissades en bois ont néanmoins été trouvées sur certains sites, tels que Hambledon Hill.
La plupart des enceintes à fossés interrompus ont été endommagées par les activités agricoles au fil des millénaires et ne sont reconnaissables que grâce à l'archéologie aérienne. 

## Vestiges archéologiques
Des restes d'animaux (en particulier des os de bovins), des déchets domestiques, de la poterie et des armes ont été trouvés sur les sites, mais il existe peu de preuves de l'existence de structures. Dans certains endroits, comme à Windmill Hill, les traces d'occupation humaine sont antérieures à la construction de l'enceinte.

## Datation
Les enceintes à fossés interrompus ont été construites au cours du Néolithique, entre le Ve millénaire av. J.-C. et le début du IIIe millénaire av. J.-C. Selon l'archéologue britannique Aubrey Burl, la construction d'enceintes à fossés interrompus a diminué à partir de 3000 av. J.-C. et elles ont été remplacées par des terrassements et d'autres structures plus localisées. En Grande-Bretagne, les édifices néolithiques postérieurs incluent Stonehenge I, Flagstones, Duggleby Howe et Ring of Bookan, ainsi que les henges les plus tardifs.

## Fonction
Les fouilles archéologiques montrent que les enceintes étaient occasionnellement visitées par des groupes humains, plutôt qu'occupées en permanence. La présence de restes humains dans les remblais et les fossés des enceintes est interprétée comme une tentative par les bâtisseurs de relier leurs ancêtres à la terre et ainsi s'ancrer dans des zones spécifiques. Les coupes longitudinales fouillées le long des fossés par les archéologues suggèrent en outre que les constructeurs ont à plusieurs reprises creusé les fossés, en déposant délibérément de la poterie, ainsi que des ossements humains et animaux, apparemment dans le cadre d'un rituel régulier.
L'archéologie environnementale suggère par ailleurs que le paysage européen était en général très boisé lorsque les enceintes ont été construites. Les sites constituaient de rares clairières dans la forêt, utilisées pour diverses activités sociales et économiques.

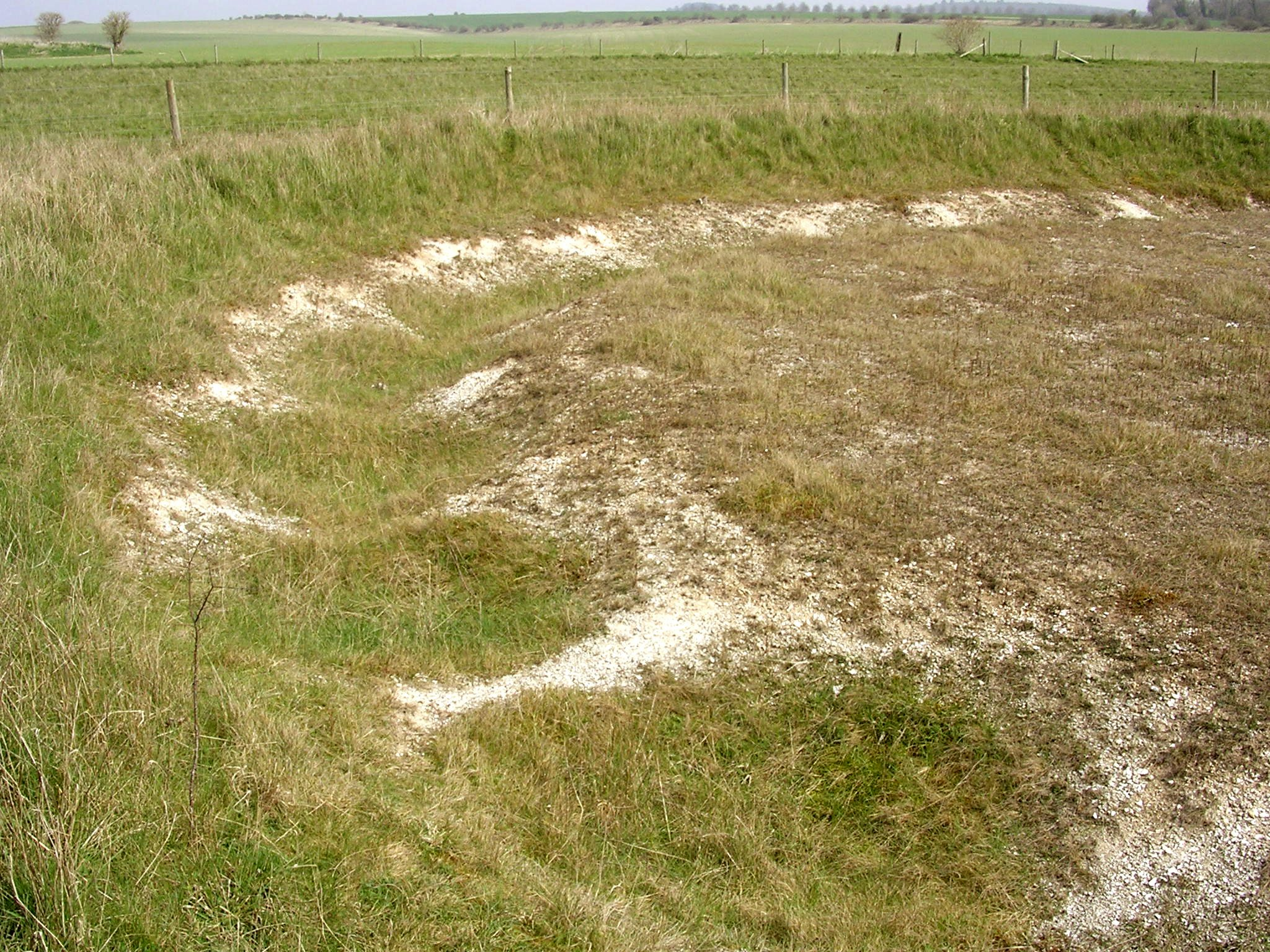
L'enceinte à fossés interrompus de Wyke Down, Dorset, en Angleterre.

Dans les années 1970, l'archéologue anglais Peter Drewett a suggéré sept fonctions possibles pour ces sites :
- campement ;
- défense ;
- enclos à bétail ou kraals ;
- lieux de commerce ;
- lieux de rencontre pour des festins et autres activités sociales ;
- centres cultuels ou rituels ;
- lieux de sépulture.

Selon d'autres interprétations, les chaussées pourraient impliquer que des communautés dispersées accédaient aux sites depuis diverses directions. Les enclos pourraient aussi être des centres funéraires d'excarnation. Enfin, il se pourrait encore que la construction des sites soit un acte de création communautaire au sein d'une société fragmentée.
En règle générale, il semble qu'on ait laissé les fossés s'envaser, même alors que les enclos étaient occupés, pour ensuite les ré-excaver périodiquement. Il est peu probable que ces fossés aient eu un important rôle défensif. Les travaux de terrassement ont peut-être plutôt eu pour objet d'éloigner les animaux sauvages et non les humains. L'ajout de deuxièmes, troisièmes et quatrièmes circuits de fossés et de remblais peut être quant à lui dû à la croissance démographique des groupes présents et au développement des monuments funéraires par ces derniers. Dans certains cas, ils semble que les enceintes soient devenues des lieux d'habitation permanents.

## Exemples d'enceintes à fossés interrompus

### Angleterre
- Camp de Whitehawk ;

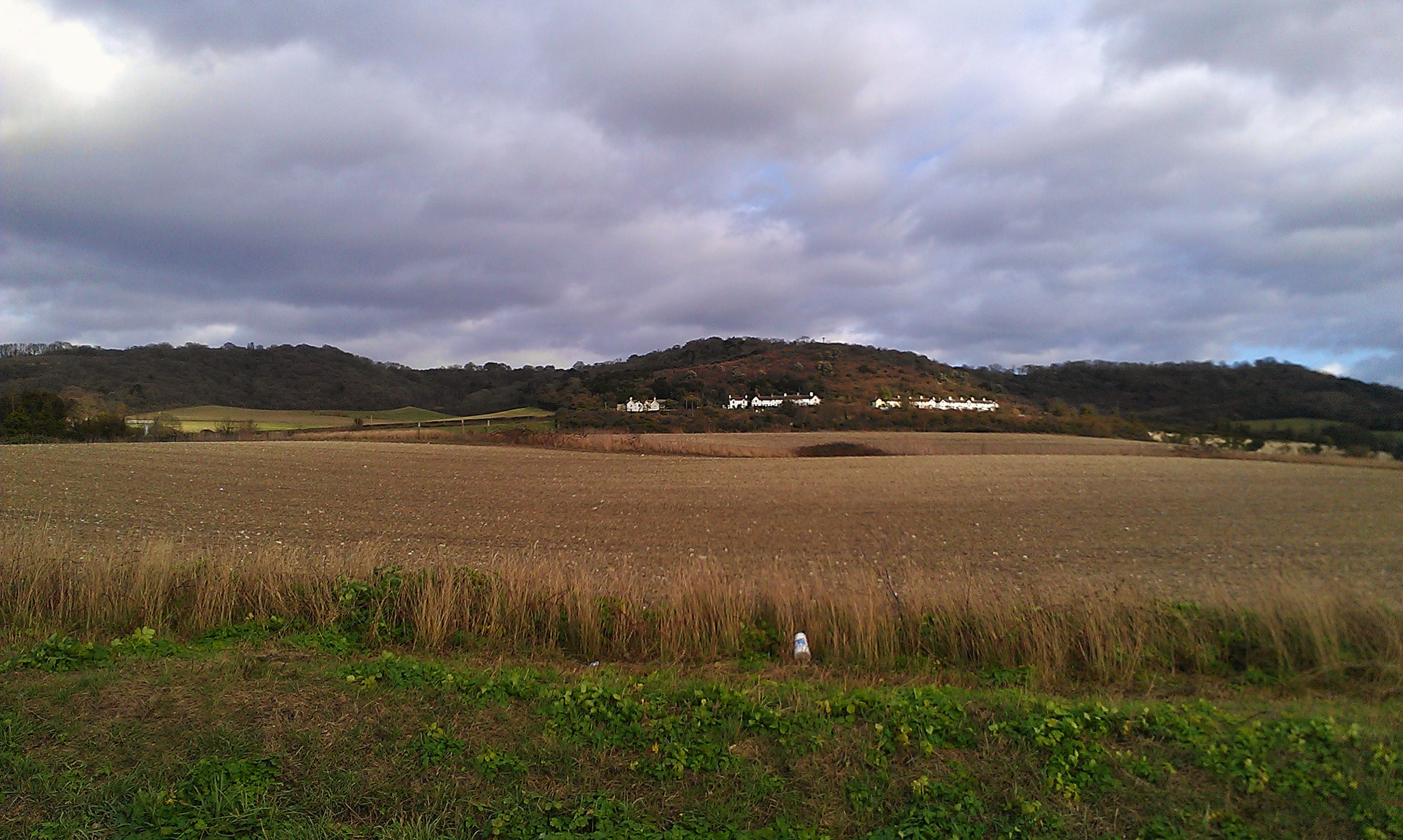
Enceinte à chaussées à Burham, dans le Kent

- Robin Hood's Ball, près de Stonehenge ;
- The Trundle, Sussex de l'Ouest ;
- Camp de Barkhale, Sussex de l'Ouest ;
- Hambledon Hill ;
- Windmill Hill, Avebury ;
- Hembury ;
- Knap Hill ;
- Coombe Hill ;
- Rams Hill (dans les Berkshire Downs) ;
- Crickley Hill, près de Cheltenham ;
- Maiden Bower, Bedfordshire.

On pense que certaines enceintes de tor, comme celle de Carn Brea, ont eu une fonction similaire dans le sud-ouest de la Grande-Bretagne.

### France
- Enceinte préhistorique de Champ Durand ;
- La Coterelle ;
- Diconche ;
- Chez Reine, près de Semussac ;
- La Mastine ;
- Holtzheim ;
- Wittenheim ;
- Entzheim ;
- Duntzenheim[3].

### Irlande
- Donegore, comté d'Antrim ;
- Enceinte à fossés interrompus de Magheraboy, comté de Sligo.

### Portugal
- Zambujal, dans sa deuxième phase de construction

### Espagne
- Monte da Lagoa à Narón, Galice

### Allemagne
- Albersdorf-Dieksknöll ;
- Budelsdorf.